# پونتیاک جی‌تی‌او
پونتیاک جی‌تی‌او (انگلیسی: Pontiac GTO)
خودرویی سدان فول سایز است که توسط خودروساز آمریکایی پونتیاک از سال ۱۹۶۳ تا ۱۹۷۴ و توسط شرکت تابعه جی‌ام هولدن در استرالیا برای سالهای ۲۰۰۴ تا ۲۰۰۶ تولید شده است.